# Vanna
Ivana Ranilović Vrdoljak, znana pod umetniškim imenom Vanna, hrvaška pevka, * 1. september 1970, Koprivnica, SR Hrvaška, SFRJ.
Leta 2001 je zastopala Hrvaško na tekmovanju za pesem Evrovizije s pesmijo »Strings of my heart« in z njo zasedla 10. mesto.

## Diskografija
- Electro team (1992; z ET)
- Second to none (1994; z ET)
- Anno Domini (1996; z ET)
- I to sam ja (1997)
- Ispod istog neba (1998)
- 24 sata (2000)
- Vana v Lisinskem (2001)
- Hrabra kao prije (2003)
- Ledeno doba (2007)
- Sjaj (2010)
- Ispuni mi želju (2016)
- Izmiješane boje (2019)